# Bezirksklasse Halle-Merseburg 1937/38

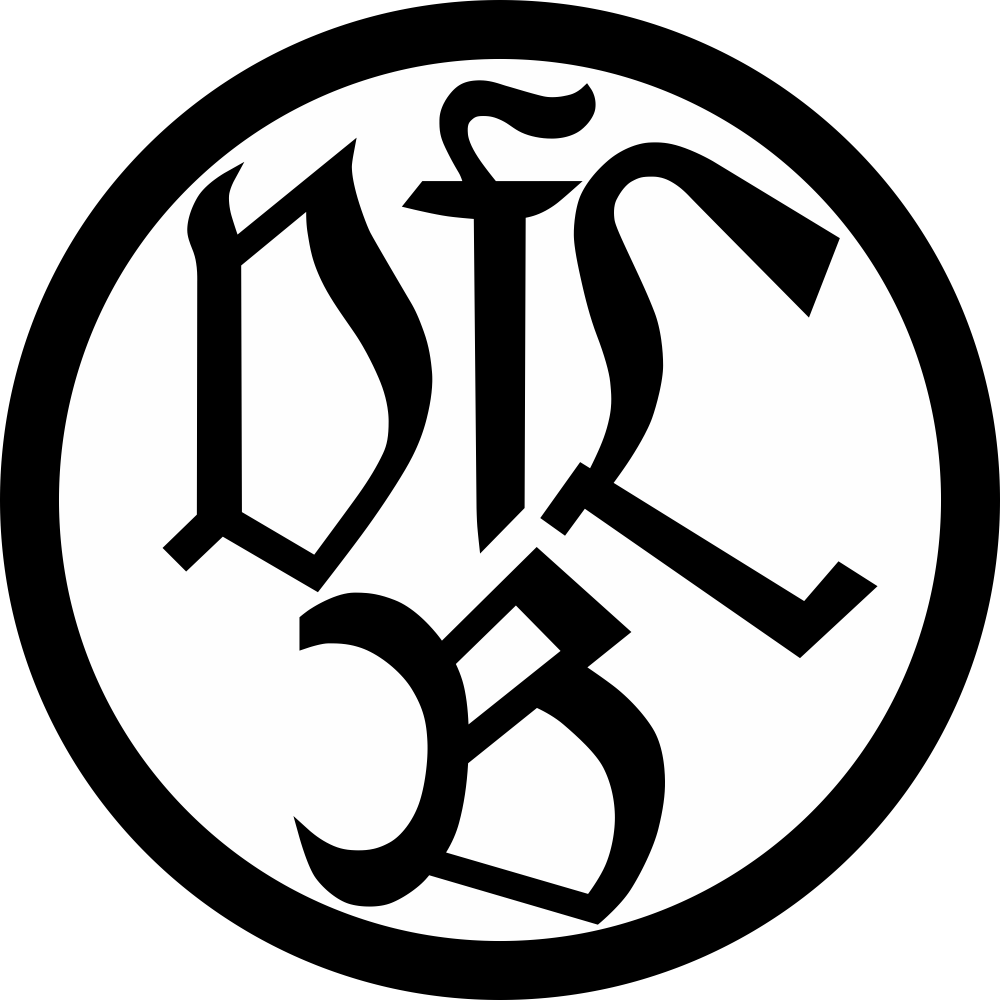
VfL 1911 Bitterfeld – B.K.-Titelträger des Jahres

Die Bezirksklasse Halle-Merseburg 1937/38 war die fünfte Spielzeit der seit 1933 als Unterbau zur Gauliga Mitte (VI) fungierenden zweitklassigen Bezirksklasse Halle-Merseburg. Titelträger der Spielzeit wurde, nach dem letztjährigen Vize-Titel, der  VfL 1911 Bitterfeld vor dem SV Halle 98 und der wiederholt überzeugenden  SpVg Zeitz 1910. Beide Aufsteiger, sowohl der SV Holzweißig als auch die Borussia 02 Halle, errangen beachtenswerte Plätze. Der FC aus Ammendorf und der VfL 1912 Merseburg komplettierten das sichere Mittelfeld der Klasse. Auch FV Schwarz-Gelb Weißenfels absolvierte eine ausgeglichene Serie und verwies den in der Vergangenheit reich dekorierten und renommierten Gauliga-Absteiger F.C. Wacker 1900, der nach Jahrzehnten des Erfolgs, nunmehr durch politisch bedingte Kader-Ausdünnung zweitklassig agieren musste. Den Weg in die Kreisklassen zurück, mussten der VfB Zscherndorf sowie die Merseburger Preußen, die sich in der letzten Saison noch durch einen famosen Endspurt ganz knapp vor dem Sturz in die Kreisklasse hatten retten können. Ersetzt werden sollten beide dann in der kommenden Saison durch die Meister der Kreise Jahn und Kursachsen, Tuspo 1919 Leuna und  TuSB Piesteritz, die sich in der Sommer-Relegationsrunde gegen ihre drei Konkurrenten verdient behaupteten. Die Bitterfelder Meisterspieler scheiterten später in der Aufstiegsrunde zur Gauliga, was den Vertretern der BK Halle-Merseburg gegen ihre Kontrahenten aus Magdeburg-Anhalt und Erfurt-Thüringen bei insgesamt 10 Versuchen nur ganze zweimal widerfuhr, sodass sie auch in der nächsten Saison der Bezirksklasse angehörten. Diese wurde aufgrund dessen zwangsläufig mit einem Verein zusätzlich ausgetragen. Statistisch auffällig waren in dieser Saison, das extrem negative Torverhältnis der Holzweißiger auf Platz 5 und das extrem positive Torverhältnis der Weißenfelser Schwarz-Gelben auf Platz 7, was in dieser paradoxen Form, so nur sehr selten zu konstatieren ist.

## Abschlusstabelle
Tabellen, Zahlen und Resultate sind aus den im Unterpunkt Quellen notierten Zeitungen entnommen.
Ermittelte Spiele: 131 von 132__/__Ermittelte Tore: 549

[ 5. Spielzeit - Saison-Beginn:   05.09.1937 ]
| Pl. | Verein                     | Sp.    | Tore  | Quote | Punkte |
| --- | -------------------------- | ------ | ----- | ----- | ------ |
| 01. | VfL 1911 Bitterfeld        | 22     | 50:31 | 1,61  | 31:13  |
| 02. | SV Halle 98                | 22     | 43:26 | 1,65  | 39:15  |
| 03. | SpVg Zeitz 1910            | 22     | 61:43 | 1,41  | 27:17  |
| 04. | Ammendorfer FC 1910        | 22     | 59:49 | 1,20  | 24:20  |
| 05. | SV Holzweißig (N)          | 22     | 42:63 | 0,66  | 24:20  |
| 06. | VfL 1912 Merseburg         | 22     | 45:41 | 1,09  | 23:21  |
| 07. | FV Schwarz-Gelb Weißenfels | 22     | 67:51 | 1,31  | 22:22  |
| 08. | SV Borussia 02 Halle (N)   | 22     | 40:47 | 0,85  | 21:23  |
| 09. | Hallescher FC Wacker (A)   | a 21 a | 42:38 | 1,10  | 20:22  |
| 10. | Sportfreunde Naundorf      | 22     | 38:39 | 0,97  | 20:24  |
| 11. | VfB 1919 Zscherndorf       | 22     | 36:63 | 0,57  | 13:31  |
| 12. | FC Preußen 01 Merseburg    | a 21 a | 26:58 | 0,44  | 08:34  |

Nach-Recherche: [ Resultat eines Nachholespiels konnte bisher nicht ermittelt werden.]
| (A) | Absteiger aus der Gauliga Mitte    |
| (N) | Aufsteiger aus den 1. Kreisklassen |

(bei Punktgleichheit entschied in allen Klassen und Runden jeweils der Tor-Quotient über die Tabellen-Platzierung)

## Aufstiegsrunde
In der Aufstiegsrunde spielten die fünf Gewinner der einzelnen 1. Kreisklassen um die beiden Aufstiegsplätze zur Bezirksklasse Halle-Merseburg 1938/39.
Ermittelte Spiele: 17 von 20__/__Ermittelte Tore: 91__/__Ausspielung: [ 24.04. – 30.06.1938 ]
| Pl. | Verein                                                  | Sp. | Tore   | Quote | Punkte |
| --- | ------------------------------------------------------- | --- | ------ | ----- | ------ |
| 1.  | TSV Leuna 1919 (Sieger Kreisklasse Jahn)                | 7   | 18:90  | 2,00  | 11:30  |
| 2.  | TuSB Piesteritz (Sieger Kreisklasse Kursachsen)         | 7   | 23:220 | 1,04  | 08:60  |
| 3.  | VfR Dingelstädt (Sieger Kreisklasse Kyffhäuser)         | 7   | 23:20  | 1,15  | 07:70  |
| 4.  | VfB Hohenleipisch 1912 (Sieger Kreisklasse Elbe-Elster) | 8   | 17:27  | 0,63  | 06:10  |
| 5.  | TuS 1861 Taucha (Sieger Kreisklasse Rudelsburg)         | 5   | 10:13  | 0,77  | 02:80  |

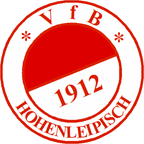
VfB Hohenleipisch – Kreismeister Elbe-Elster

Nach-Recherche:   [ Drei Resultate dieser Relegationsrunde konnten bisher nicht ermiitelt werden.]